# Liste der Monuments historiques in Bourbach-le-Bas
Die Liste der Monuments historiques in Bourbach-le-Bas führt die Monuments historiques in der französischen Gemeinde Bourbach-le-Bas auf.

## Liste der Objekte
| Bezeichnung                   | Beschreibung                                                                                                  | Standort                            | Kennzeichnung | Schutzstatus | Datum | Bild |
| ----------------------------- | --- | ----------------------------------- | ------------- | ------------ | ----- | ---- |
| Skulptur Heiliger Apollinaris | Holz, farbig gefasst und vergoldet, 16. Jahrhundert                                                           | in der Kirche St-Apollinaire (Lage) | PM68000028    | Classé       | 1984  |      |
| Tabernakel des Hauptaltars    | Holz, farbig gefasst und vergoldet, 18. Jahrhundert, aus dem Kapuzinerkloster in Thann                        | in der Kirche St-Apollinaire (Lage) | PM68000027    | Classé       | 1984  |      |
| Reliquiar                     | Klosterarbeit in Kreuzform mit Splitter des Wahren Kreuzes und weiteren Reliquien, Holz, Stoff und Glas, 1780 | in der Kirche St-Apollinaire (Lage) | PM68001034    | Inscrit      | 1985  |      |